# Kolagunda, Arsikere
Kolagunda là một làng thuộc tehsil Arsikere, huyện Hassan, bang Karnataka, Ấn Độ.